# 平克·弗洛伊德
平克·佛洛伊德是一支於倫敦成立的英國搖滾樂團，他們最初以迷幻搖滾與太空摇滚音樂贏得知名度，而後逐漸發展為前衛搖滾樂團，並獲得國際聲譽。平克·佛洛伊德以哲學的歌詞、音速試驗、創新的專輯封面藝術與精緻的現場表演聞名。他們是流行音樂史上最具商業成功與音樂影響力的搖滾樂團之一，在全球坐擁超過2.5億的唱片銷售量，仅美國就有7450萬。平克·弗洛伊德於1996年與2005年分別入主美國摇滚名人堂和英國音樂名人堂。
平克·佛洛伊德於1965年由在學學生席德·巴瑞特、尼克·梅森、罗杰·沃特斯及理查德·赖特組建。20世纪60年代晚期，樂團在倫敦地下音樂圈的現場演出獲得聲望，並在巴瑞特的領導下發表了兩張暢銷單曲以及他們成功的處女專輯《黎明門前的風笛手》(The Piper at the Gates of Dawn, 1967)。1967年12月，大衛·吉爾摩作為第五名成員加入；1968年4月，巴瑞特因日趨惡化的精神狀態離開了樂隊。沃特斯成了團內的首席歌詞作者，並到1970代中期成為樂隊佔主導地位的創作者，構思設計了他們在評論與商業上取得成功的概念專輯《月之暗面》(The Dark Side of the Moon, 1973)、《愿你在此》(Wish You Were Here, 1975)、《動物》 (1977)、搖滾歌劇《迷牆》(The Wall, 1979)和《最终樂章》（The Final Cut, 1983)。
賴特1979年離開樂隊，隨後沃特斯於1985年單飛。吉爾摩與梅森維持著平克·弗洛伊德；賴特重新作為客席樂手加入，而後正式恢復团员地位。三人又製作了兩張專輯，《A Momentary Lapse of Reason》（“喪失理性的一瞬”，1987）與《藩篱之钟》（1994），並巡迴演出到1994年。約20年的爭執後，平克·弗洛伊德與沃特斯於2005年在Live 8慈善演唱會上復團演出，但吉爾摩與沃特斯表明他們沒有任何重組樂隊的計劃。巴瑞特與賴特分別於2006和2008年去世。2014年11月，平克·弗洛伊德發表了由1993-1994年期間錄音材料錄製而成的新錄音室專輯《無盡之河》。

## 早年
成立
罗杰·沃特斯开始认识鼓手尼克·梅森时，他们同在位于摄政街的威斯敏斯特大學学习建筑學。两人在一个由Keith Noble 和 Clive Metcalfe 及 Noble 的姐姐 Sheilagh 组成的乐队裡一起表演音乐。建筑系的同学、键盘手理查德·賴特稍后加入，使组合成为一个名为Sigma 6 的六重奏乐团，也是首个同时包括了当时弹奏主音吉他的沃特斯和因键盘樂器还未普及而负责节奏鼓的怀特以及鼓手梅森的团体。乐队开始一边于私人宴会上表演，一边在摄政街理工学院的地下茶室排练。他们表演搜尋者樂團的音乐以及由经纪人亦是其同学Ken Chapman所创作的作品。
1963年9月，沃特斯与梅森搬入伦敦Crouch End附近39号斯坦霍普花园的一间公寓，房东是在附近弘赛艺术学院与摄政街理工学院作兼职家教的迈克·伦纳德。梅森于1964学年后搬出公寓，吉他手鲍勃·克洛泽9月间搬入并促成沃特斯转型为贝斯手。当年,Metcalfe 和 Noble 退出自组乐队, 吉他手席德·巴瑞特在斯坦霍普花园加入了克洛泽和沃特斯。年輕两岁的巴瑞特于1962年搬至伦敦并在坎贝威尔艺术学院学习。沃特斯与巴瑞特为童年好友，沃特斯常常找巴瑞特玩并看他在巴瑞特的妈妈家里弹吉他。梅森这样谈到巴瑞特：“在所有人都以不成熟且自我的方式装冷酷的时候，席德却是与众不同的外向；关于初次相遇，我永远都记得，他冒冒失失地过来向我介绍他自己”。             

樂團名稱經歷幾次更改，最後一次更改是發現有另一個樂團也叫茶具樂團(Tea Set)，1965年底樂團決定使用二位美國北卡羅來納州皮埃蒙特藍調音樂家，Pink Anderson和Floyd Council的名字合併成(Pink Floyd Sound)，樂團名稱一直延續至今，樂團起初以演出節奏藍調為主。
Metcalfe 和 Noble 1963年末离团后，克洛泽将乐队介绍给歌手克里斯·丹尼斯，他是英国皇家空军的一名技师。1964年12月，他们通过怀特的朋友设法在西汉普斯特德的一间录音室争取到首次录音的机会，后者允许他们在歇业时免费使用录音室。当时放假的怀特未参与录音。1965年初英国皇家空军委派丹尼斯前往巴林 任职时，巴瑞特成为乐队负责人。当年晚些时候，他们成为了倒计时俱乐部的驻唱乐队，该俱乐部靠近伦敦肯辛頓高街，他们从深夜至凌晨一共表演3场，每场90分钟。

## 顶峰
在推出了几张不很出名的专辑后，平克·弗洛伊德于1973年推出了《月之暗面》。这张专辑獲得極其巨大的成功，成為摇滚乐史上的一个里程碑，专辑在美国排行榜上连续上榜591周，总计上榜超過1600周，為有史以來占據美國告示牌最高週數之專輯。總計全球銷量至今已超過4000萬張，為人類音樂史上前五暢銷之唱片。《月之暗面》是一张概念性专辑，唱片中的曲目都围绕着现代生活中的压力这个主题。相当的曲目也涉及到了精神疾病的内容。
1975年他们又出了一张新的专辑《愿你在此》。此唱片献给已经离队的巴瑞特。此唱片和1977年发行的《动物》同样获得了英美排行第一的好成绩。同时沃特斯的曲风也继续贯彻乐队。
1979年，平克·弗洛伊德发行了《迷墙》。这是一张摇滚歌剧性质的双唱片，总长一个半小时，大部分由沃特斯撰写。唱片讲述了一个英国歌手从孩童起的成长过程，被认为带有沃特斯的自传的影子。主人公父亲阵亡于二战，从小失去父亲的主人公在严酷刻板，摧残个性的教育制度下成长，逐渐个人同外界筑起一座阻隔交流的高墙。最后在《审判》曲目中，高墙被推倒，结束曲《墙外》表现主人公重新回到社会后的迷茫和无助。
《迷墙》造就了平克·弗洛伊德的顶峰。成了西方文化的一个经典作品。专辑本身被改编成电影，由阿伦·派克执导，鲍勃·戈尔多夫主演。
但随着乐队的成功，队员之间的不和也开始显现，由于沃特斯越来越成为乐队的主宰，他和吉爾默的关系也逐渐恶化。

## 沃特斯离开后
1983年，在乐队推出了專輯《最終樂章》后，平克·弗洛伊德的成员开始各自出专辑。乐队事实上处于解散状态。1987年吉爾摩和梅森重组乐队，但沃特斯并未参加。此后吉爾摩，萊特和梅森继续以平克·弗洛伊德的名义演出和录制唱片。他们的最后一张唱片是2014年的《The Endless River》，商业上仍然获得很大成功，再次获得英美排行榜双料榜首的成绩。

### 2005–2006年：Live 8重聚
2005年7月2日，沃特斯、吉爾摩、梅森和萊特以平克·弗洛伊德的名義在倫敦海德公園的Live 8慈善音樂會上共同演出，該活動旨在提高對貧困問題的關注。這是他們24年來首次共同表演。

### 2006–2008年：巴瑞特與萊特之逝
2006年7月7日，巴瑞特於劍橋的家中去世，享年60歲。
2008年9月15日，萊特因癌症去世，享年65歲。

## 團員列表
- 主唱、吉他 - 席德·巴瑞特 (1965年-1968年)
- 鼓 - 尼克·梅森 (1965年-1994年，2005年，2012年-2014年)
- 吉他 - 鮑伯·克洛斯 (1965年)
- 貝斯、和音 - 罗杰·沃特斯 (1965年-1985年，2005年)
- 鍵盤、和音 - 理查德·賴特 (1965年-1979年，1990年-1995年，2005年) [1979年-1981年和1986年-1990年為巡演樂手]
- 主唱、吉他 - 大衛·吉爾摩 (1967年-1995年，2005年，2012年-2014年)

## 专辑列表

### 錄音室专辑
- 黎明门前的风笛手（The Piper at the Gates of Dawn]]） (1967年8月4日)
- 一碟秘密（A Saucerful of Secrets） (1968年6月28日)
- 更多（More） (1969年6月13日) （原聲帶）
- Ummagumma（Ummagumma） (1969年11月7日) (半现场、半錄音室)
- 原子心之母（Atom Heart Mother） (1970年10月2日)
- 干涉（Meddle）  (1971年11月5日)
- 为云遮蔽（Obscured by Clouds） (1972年6月2日)（原聲帶）
- 月之暗面（The Dark Side of the Moon） (1973年3月1日)
- 愿你在此（Wish You Were Here）(1975年9月12日)
- 動物（Animals） (1977年1月21日)
- 迷墙（The Wall） (1979年11月30日)
- 最终乐章（The Final Cut） (1983年3月21日)
- 失去理性的那一刻（A Momentary Lapse of Reason） (1987年9月7日)
- 藩篱之钟（The Division Bell） [4](1994年3月28日)
- 无尽之河（The Endless River） (2014年11月10日)

### 现场专辑
- Delicate Sound of Thunder (1988年11月21日)
- Pulse (1995年6月5日)
- Is There Anybody Out There? The Wall Live 1980-81 (2000年3月27日)

### 单曲
- 1967:  "Arnold Layne"/"Candy and a Currant Bun" (英国排名第20)
- 1967:  "See Emily Play"/"The Scarecrow" (英国排名第6，美国排名第134)
- 1967:  "Flaming"/"The Gnome"
- 1967:  "Apples and Oranges "/"Paint Box"
- 1968:  "It Would Be So Nice "/ "Julia Dream"
- 1968:  "Let There Be More Light"/"Remember a Day"
- 1968:  "Point Me at the Sky"/"Careful with That Axe, Eugene"
- 1969:  "The Nile Song"/"Ibiza Bar"
- 1971:  "One of These Days"/"Fearless"
- 1973:  "Free Four"/"Stay"
- 1973:  "Money"/"Any Colour You Like"（美國排名第13）
- 1974:  "Us and Them"
- 1974:  "Time"
- 1975:  "Have a Cigar"(featuring Roy Harper)/"Welcome to the Machine"
- 1979:  "Another Brick in the Wall (Part II)"/"One of My Turns" (英国排名第1，美国排名第1)
- 1980:  "Run Like Hell"/"Don't Leave Me Now"（美國排名第53）
- 1980:  "Comfortably Numb"/"Hey You"
- 1982:  "When the Tigers Broke Free"/"Bring the Boys Back Home"（英國排名第39）
- 1983:  "Not Now John"/"The Hero's Return (Parts 1 and 2)"（英國排名第30）
- 1987:  "Learning to Fly"/"Terminal Frost" （美國排名第70）
- 1987:  "On the Turning Away"/"Run Like Hell" (live version)（英國排名第55）
- 1987:  "One Slip"/"Terminal Frost / The Dogs of War" (live version)（英國排名第50）
- 1994:  "Take It Back"/"Astronomy Domine" (live version) （英國排名第23，美國排名第73）
- 1994:  "High Hopes"/"Keep Talking"
- 1994:  "Keep Talking"/"One of These Days" (live version)
- 1994:  "Wish You Were Here" (live)
- 1994:  "Louder than Words"
- 2022:  "Hey, Hey, Rise Up!"

### DVD和视频
- Pink Floyd: Live at Pompeii (1972年9月)
- Delicate Sound of Thunder （1989年9月13日）
- Pulse（1995年6月）
- London '66–'67（1995年）

## 再次同台
2005年7月2日，经过20年的分裂后，平克·弗洛伊德的所有成员－包括沃特斯，决定捐弃前嫌，于现场八方伦敦演唱会上同台演出。他们共演唱了四首歌：Breathe/Breathe Reprise、Money、Wish You Were Here 和 Comfortably Numb。

## 近況
乐队初期的核心人物席德·巴瑞特于2006年7月7日因糖尿病并发症在剑桥家中去世，享年60岁。
創隊樂手理查德·賴特於2008年9月15日因癌症逝世，享年65歲。
樂隊的低音吉他手兼主要創作人 罗杰·沃特斯於2019年推出紀錄片 Us and Them，內容講述他在 2017-2018 巡迴演唱會的故事。
2022年3月，大衛·吉爾摩和尼克·馬爾森重組樂隊並聯同Boombox的主唱Andriy Khlyvnyuk推出單曲Hey, Hey, Rise Up!以聲援2022年俄乌战争的烏克蘭，但罗杰·沃特斯在同年8月接受CNN專訪時表示發生在台灣的中國軍演包圍一事，認為台灣是中國一部分，並對主持人麥可史默克說：「如果你不知道，那麼你書讀得還不夠，去讀讀書吧。」。

## 延伸阅读
图书
- Bench, Jeff; O'Brien, Daniel.  First UK paperback. Reynolds and Hearn. 2004. ISBN 978-1-903111-82-6.
- Hearn, Marcus. . Titan Books. 2012. ISBN 978-0-85768-664-0.
- Jones, Cliff. . 1996. ISBN 978-0-553-06733-0.
- Mabbett, Andy. . Omnibus Press. 2010. ISBN 978-1-84938-370-7.
- Miles, Barry. . 1988. ISBN 978-0-7119-4109-0.
- Miles, Barry. . Omnibus Press. 2007. ISBN 978-1-84609-444-6.
- Miles, Barry. . Omnibus Press. 2011  [2022-06-03]. ISBN 978-0-85712-740-2. （原始内容存档于2022-06-03）.
- Palacios, Julian. . 2001. ISBN 978-0-7522-2328-5.
- Povey, Glen; Russell, Ian.  1st US paperback. St. Martin's Press. 1997  [2022-06-03]. ISBN 978-0-9554624-0-5. （原始内容存档于2022-06-03）.
- Reising, Russell. . Ashgate Publishing, Ltd. 2005. ISBN 978-0-7546-4019-6.
- Ruhlmann, William. . Routledge. 2004. ISBN 978-0-415-94305-5.
- Ruhlmann, William. . Smithmark. 1993. ISBN 978-0-8317-6912-3.
- Snider, Charles. . Strawberry Bricks. 2008. ISBN 978-0-615-17566-9.

 纪录片
- CreateSpace.  (Streaming video). Sexy Intellectual. 2009. ASIN B002J4V9RI.
- John Edginton (Director).  (Colour, NTSC, DVD). Eagle Rock Entertainment. 2012. ASIN B007X6ZRMA.
- Matthew Longfellow (Director).  (Colour, Dolby, NTSC, DVD). Eagle Rock Entertainment. 2003. ASIN B0000AOV85.
- Pink Floyd.  (Colour, NTSC DVD). Pride. 2007. ASIN B007EQQX04.
- Pink Floyd.  (Colour, NTSC, DVD). Sexy Intellectual. 2010. ASIN B004D0AMN8.